# Brice Bouniot
Brice Bouniot, né le 18 juillet 1974 à Metz, est un coureur cycliste français.

## Biographie
Cycliste amateur de haut niveau dans les années 1990, Brice Bouniot a notamment couru au club Charvieu-Chavagneux IC et au CC Étupes. En 1995, il est sacré champion de France espoirs. Fin 1996, il est stagiaire dans l'équipe Petit Casino, sans toutefois passer professionnel. 
En 2003, il remporte une étape du Tour du Faso, qu'il dispute avec une sélection de l'Isère.

## Palmarès
- 1995
  -  Champion de France sur route espoirs
  - 1re étape du Loire-Atlantique Espoirs
  - Tour du Dauphiné-Savoie
  - 3e étape du Tour de la Haute-Marne
  - 2e du Loire-Atlantique Espoirs
  - 3e du Grand Prix de Charvieu-Chavagneux
- 1996
  - Trophée de l'Avant-Pays savoyard
  - Grand Prix de Charvieu-Chavagneux
- 1997
  - 1re étape du Circuit des monts vauclusiens
  - 3e du championnat de France sur route amateurs
- 1998
  - 3e de la Ronde des Pyrénées
- 2003
  - 8e étape du Tour du Faso